# Société internationale d'histoire des droits de l'Antiquité
La Société internationale d'histoire des droits de l'Antiquité (abrégée en SIHDA), dite aussi Société Fernand de Visscher, est une société savante fondée en Belgique par Fernand De Visscher en 1942. Rassemblant des spécialistes de nombreux pays, elle se réunit annuellement au mois de septembre afin de permettre à ses membres d'échanger sur l'évolution de la recherche en histoire du droit grec, romain, byzantin, babylonien, hébraïque, cunéiforme, etc.

## Histoire
L'idée d'une société consacrée aux droits de l'Antiquité vint à Fernand de Visscher au début de la Seconde Guerre Mondiale, comprenant l'intérêt que cette collaboration pouvait apporter à la sciences historiques ainsi qu'aux relations internationales entre chercheurs, toutes deux mises à mal lors de la Première Guerre Mondiale. Il prit ainsi l'habitude d'assembler dès l'hiver 1941-1942 des "réunions de professeurs des droits de l’antiquité" tels Georges Smets, Jozef Vergote, ou Claire Préaux dans les locaux de la Fondation universitaire de Bruxelles, fondements de la future Société d'histoire des droits de l'Antiquité, dite SHDA.
Après la Libération, Fernand de Visscher prit la décision, déjà sûrement ancienne, d'adjoindre à ses collègues belges des chercheurs étrangers incontestablement qualifiés en droit antiques. La première réunion de cette Société internationale des droits de l'Antiquité (SIDA), qui devint par la suite la SIHDA, prit place en 1945 à Bruxelles. À partir de sa deuxième édition en 1947, elle se réunit annuellement au mois de septembre.
Les sessions restent alors de taille relativement modeste, avec un nombre de participants et de conférence plutôt restreint. Cette intimité permettait ainsi aux participants d'être reçus directement dans la maison de maître de Fernand de Visscher, situé dans l'avenue Winston Churchill. La société est alors centrée sur la personnalité de Fernand de Visscher, qui présida les sessions jusqu'à sa mort en 1964, et dont le nom fut ajouté officiellement à celui de la société en 1966.
Ce n'est qu'à l'issue de la sixième session (1951) que la société modifia son fonctionnement : l'assemblée générale décida de déplacer la prochaine session à Florence et à Sienne, abandonnant l'habituelle réunion à Bruxelles, et de la centrer autour d'une thématique centrale, mais non exclusive. Une autre conséquence fut l'abandon du français comme langue de travail principale, bien qu'il continue d'être la langue de travail de l'assemblée générale.
Après la mort de Fernand de Visscher, la présidence fut laissée vacante mais un comité directeur, composé des trois organisateurs de sessions internationales passée, présente et future, fut constitué sur proposition de Jean Gaudemet. Cette idée permettait à la fois d'éviter les convoitises de succession, mais aussi de conserver l'idée d'une société intime, non-dotée d'une structure juridique permanente. En pratique et afin d'aider le comité directeur, un coordinateur permet d'assurer la continuité des sessions internationales au fil du temps. Ce rôle de coordinateur a été assumé par Hans Ankum de 1994 à 2012, date à laquelle il fut demandé à Jean-François Gerkens d'assumer ce rôle.

## Dates, lieux et organisateurs des sessions internationales de la SIHDA

### Sous la présidence de Fernand De Visscher (1945-1964)
- 1. 1945 : Bruxelles[16],[17] (Fernand De Visscher)
- 2. 1947 : Bruxelles (Fernand De Visscher)
- 3. 1948 : Bruxelles[18] (Fernand De Visscher)
- 4. 1949 : Bruxelles[19] (Fernand De Visscher)
- 5. 1950 : Bruxelles[20],[21],[22] (Fernand De Visscher)
- 6. 1951 : Bruxelles[23],[24] (Fernand De Visscher)
- 7. 1952 : Florence et Sienne[25],[26],[27],[28] (Ugo Enrico Paoli (it))
- 8. 1953 : Barcelone[29],[30],[31] (Juan Iglesias (es))
- 9. 1954 : Nancy[32],[33],[34] (Jean Imbert et Félix Senn)
- 10. 1955 : Bruxelles[35],[36] (Fernand De Visscher)
- 11. 1956 : Leiden et Amsterdam[37],[38],[39](J.C.van Oven, H.R. Hoetink, R. Feenstra)
- 12. 1957 : Oxford[40],[41],[42],[43] (David Daube (en))
- 13. 1958 : Trieste[44],[45],[46] (Rodolfo Ambrosino)
- 14. 1959 : Fribourg-en-Brisgau[47],[48],[49],[50] (F. Pringsheim, H.J. Wolff, J. Fuchs)
- 15. 1960 : Dijon[51],[52],[53],[54] (Jules Paoli)
- 16. 1961 : Split[55],[56],[57] (M. Horvat)
- 17. 1962 : Turin[58],[59],[60] (Giuseppe Grosso (it))
- 18. 1963 : Bruxelles[61],[62],[63],[64] (Fernand De Visscher)
- 19. 1964 : Glasgow et Aberdeen[65],[66],[67],[68] (J.A.C. Thomas, P.G. Stein)

### Après Fernand De Visscher (depuis 1965)
- 20. 1965 : Paris[69],[70],[71],[72] (Robert Villers)
- 21. 1966 : Salamanca[73],[74],[75] (Pablo Fuenteseca)
- 22. 1967 : Pérouse[76],[77],[78] (Mario de Dominicis)
- 23. 1968 : Fribourg[79],[80],[81],[82],[83] (Suisse) (Felix Wubbe)
- 24. 1969 : Amsterdam[84],[85],[86],[87] (Pieter Verdam (nl), Hans Ankum)
- 25. 1970 : Vienne[88],[89],[90] (W. Selb (de), H. Hausmaninger (de), B. Schmidlin)
- 26. 1971 : Bordeaux[91],[92],[93] (J. Ellul, P. Jaubert, E. Dravasa)
- 27. 1972 : Dublin[94],[95],[96] (John Kelly)
- 28. 1973 : Athènes[97],[98] (Panagiotis Dimakis)
- 29. 1974 : Cologne[99],[100] (H. Hübner, E. Klingenmüller, A. Wacke (de))
- 30. 1975 : Oviedo[101],[102] (Armando Torrent)
- 31. 1976 : Trieste[103],[104] (Giambattista Impallomeni)
- xx. 1977 : pas de congrès autonome, mais une journée insérée dans le congrès de l'Accademia Costantiniana (it)[105],[106]
- 32. 1978 : Ankara[107],[108],[109] (Kudret Ayiter)
- 33. 1979 : Palerme[110],[111],[112] (Bernardo Albanese)
- 34. 1980 : Bruxelles[113],[114],[115] (Aristide Théodoridès, J.H. Michel, M. Nuyens, R.P. Maon)
- 35. 1981 : Madrid et Salamanca[116],[117],[118] (Pablo Fuenteseca)
- 36. 1982 : Perpignan et Narbonne[119],[120],[121] (Jean-Marie Carbasse)
- 37. 1983 : Le Caire[122],[123] (Fathi Marsafawi)
- 38. 1984 : Athènes[124],[125] (Panagiotis Dimakis)
- 39. 1985 : Namur et Liège[126],[127] (R.P. Maon et R. Vigneron)
- 40. 1986 : Stockholm et Uppsala[128],[129] (S. Jägerskiöld, M. Bäärhnhielm, B. Hedgardh, R. Nygren, G. Inger)
- 41. 1987 : Saint-Sébastien[130],[131],[132] (Fernando Betancourt, Juan De Churruca)
- 42. 1988 : Salzbourg[133],[134],[135] (Theo Mayer-Maly)
- 43. 1989 : Ferrare, Padoue et Modène[136],[137] (A.D. Manfredini, G.I. Impallomeni, P. Zannini)
- 44. 1990 : Séville[138],[139] (J.L. Murga Gener)
- 45. 1991 : Miskolc[140],[141],[142] (Janos Zlinsky)
- 46. 1992 : Amsterdam et Utrecht[143],[144] (Hans Ankum, Laurens Winkel, Eltjo Schrage, Jop Spruit)
- 47. 1993 : Oxford[145],[146] (Peter Birks (en))
- 48. 1994 : Vienne[147],[148] (Peter Pieler)
- 49. 1995 : Nouvelle Orléans et Bâton Rouge[149],[150] (Bernard Keith Vetter, A.N. Yannopoulos)
- 50. 1996 : Bruxelles[151],[152] (Jacques Henri Michel, Huguette Jones)
- 51. 1997 : Crotone et Messine[153],[154] (Alessandro Corbino, Antonino Metro)
- 52. 1998 : Madrid[155] (Javier Paricio)
- 53. 1999 : Exeter[156],[157] (David Pugsley)
- 54. 2000 : Antalya[158],[159] (Özcan Karadeniz Çelebican)
- 55. 2001 : Rotterdam[160],[161] (Laurens Winkel, Tammo Wallinga, Emese von Bóné)
- 56. 2002 : Cagliari[162],[163] (Francesco Sitzia)
- 57. 2003 : Clermont-Ferrand[164],[165] (Jean-Pierre Coriat)
- 58. 2004 : Rio de Janeiro, Angra dos Reis et Sao Paulo[166],[167] (Sara Corrêa)
- 59. 2005 : Bochum[168],[169] (Christoph Krampe)
- 60. 2006 : Komotini[170],[171] (Constantin Pitsakis)
- 61. 2007 : Catane[172] (Alessandro Corbino)
- 62. 2008 : Fribourg[173] (Suisse) (Pascal Pichonnaz)
- 63. 2009 : Cavalla[174] (Jean-François Gerkens, Boudewijn Sirks (de))
- 64. 2010 : Barcelone[175] (Marita Gimenez Candela)
- 65. 2011 : Liège[176] (Jean-François Gerkens)
- 66. 2012 : Oxford[15] (Boudewijn Sirks)
- 67. 2013 : Salzbourg[177] (Johannes Michael Rainer (de))
- 68. 2014 : Naples[178] (Carla Masi Doria)
- 69. 2015 : Istanbul[179] (Havva Karagöz)
- 70. 2016 : Paris[180] (Emmanuelle Chevreau)
- 71. 2017 : Bologne et Ravenne[181] (Filippo Briguglio)
- 72. 2018 : Cracovie[182] (Franciszek Longchamp de Bérier)
- 73. 2019 : Edimbourg[183] (Paul du Plessis)
- xx. 2020 : pas de congrès en raison de la pandémie du Covid-19
- 74. 2021 : Santiago du Chili - congrès en visioconférence[184] (Patricio Carvajal, Carlos Amunátegui)
- 75. 2022 : Bruxelles[185] (Annette Ruelle)
- 76. 2023 : Helsinki (Kaius Tuori)
- 77. 2024 : Osaka (Tomoyoshi Hayashi)
- 78. 2025 : Budapest (Gergelyi Deli)
- 79. 2026 : Vigo (Maria José Bravo Bosch)